# Джордж Теодор Бертон
Джордж (Жорж) Бертон (фр. George Théodore Berthon; 1806, Відень — 1892, Торонто) — французький художник-портретист, один з засновників Королівської канадської академії художеств.

## Біографія
Народився 3 травня 1806 року в Відні в родині придворного художника Наполеона Рене Бертона, брат художниці Сидоні Бертон.
Ймовірно, батько був першим учителем Джорджа. Також на нього справило враження знайомство з художнім мистецтвом в Парижі. Вже будучи дорослим, Бертон протягом багатьох років (1827—1840) жив в Англії і був знайомий з портретної традицією британців. Потім він переїхав у Канаду.
Перші достовірні відомості про переїзд Джорджа Бертона в Канаду відомі по його оголошеннях портретних послуг в газетах Торонто в 1845 році. В подальшому став відомий в Канаді своїми портретами офіційних осіб країни в вікторіанської традиції. Його роботи з'явилися кращими прикладами канадської портретного живопису того періоду.
Помер 18 січня 1892 року в Торонто.
Його роботи знаходяться в багатьох музеях Канади, а також в Трініті-коледжі в Торонто і в канадському Сенаті в Оттаві.

Деякі роботи
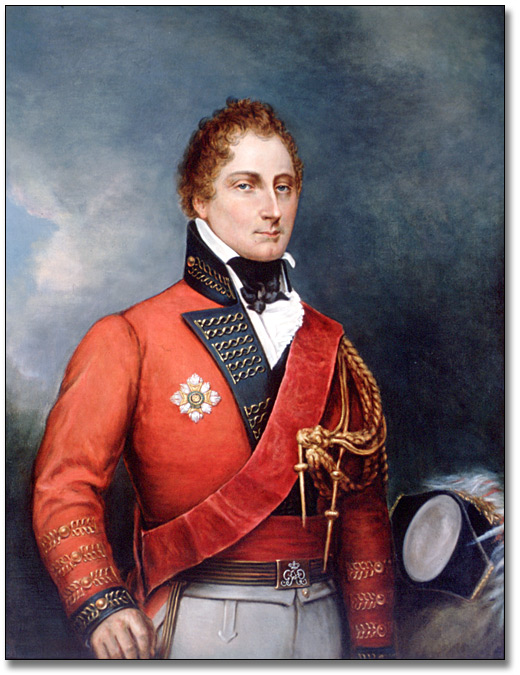
Гордон Драммонд
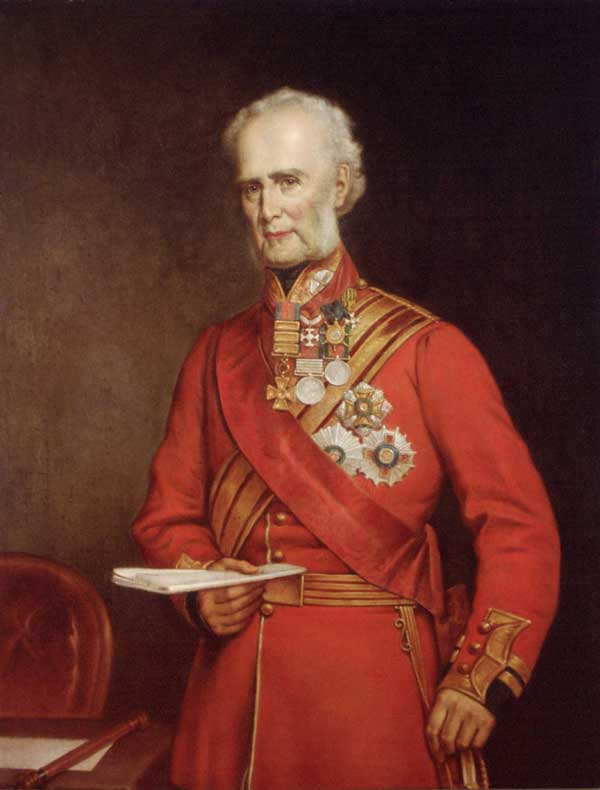
Джон Колборн
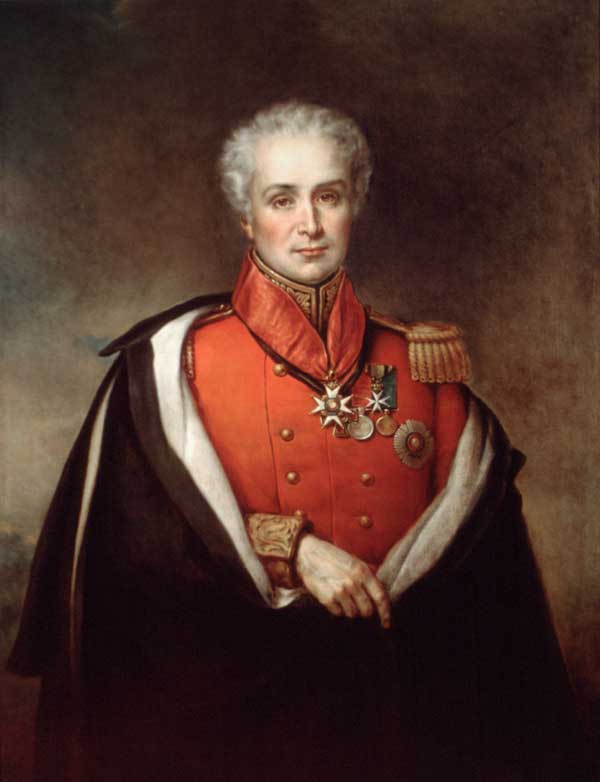
Перегрін Мейтленд
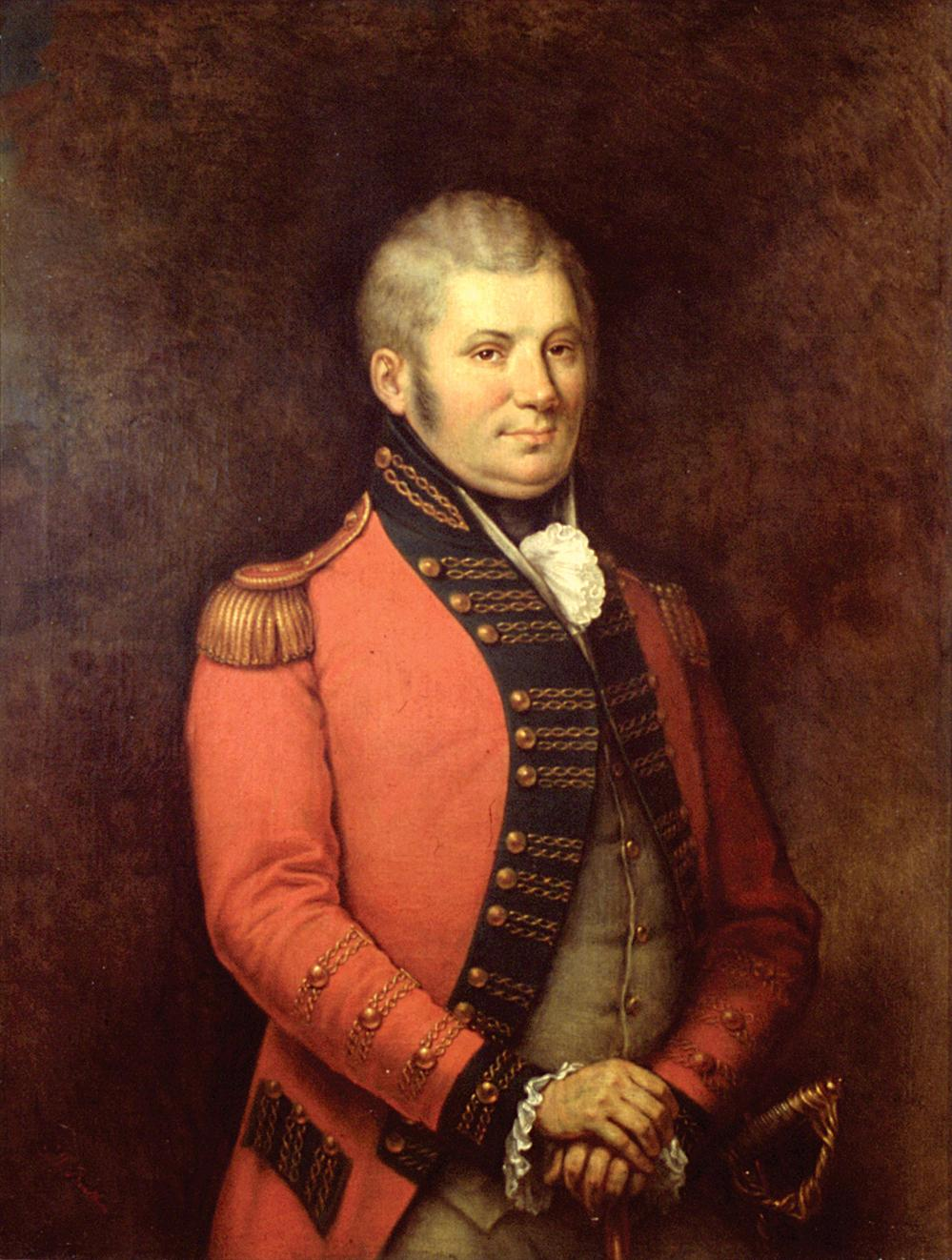
Джон Грейвз Сімко